# المركيت
المركيت (بالمنغولية: ᠮᠡᠷᠬᠢᠳ ; Мэргид)‏ قبيلة مغولية كانت واحدة من الاتحادات القبلية الخمسة الرئيسية في الهضبة المنغولية في القرن الثاني عشر. عاش المركيت في أحواض نهر سيلينجا ونهر أورخون السفلي.  بعد صراع دام أكثر من 20 عامًا هزمهم جنكيز خان عام 1200 وتم دمجهم في الإمبراطورية المغولية.

## الصراع مع جنكيز خان
في عام 1153 م كانت والدة تيموجين هويلون مخطوبة لرئيس المركيت يهي تشيليدو. لكن تم اختطافها من قبل يوسغي بهادور والد تيموجين. وبعد مرور عدة سنين تم اختطاف زوجة تيموجين الجديدة بورتي من قبل المركيت من موقع معسكرهم بالقرب من نهر أونون حوالي عام 1181 وتم تسليمها إلى أحد محاربيهم.
بعد عام من حادثة الاختطاف قام تيموجين بدعم من جاموقا بمهاجمة المركيت وأنقذوا بورتي وهزم المركيت. وقد تسببت هذه الحادثة في عداء قوي بين عائلة تيموجين و المركيت حيث هاجمهم عدة مرات على مدى العقدين التاليين.
بحلول الوقت الذي وحد فيه تيموجين القبائل المنغولية الأخرى وحصل على لقب جنكيز خان عام 1206 ، يبدو أن المركيت قد اختفوا كمجموعة عرقية.ومن المحتمل أن أولئك الذين نجوا تم استيعابهم من قبل القبائل المغولية المختلط معهم.
خلال الفترة 1215- 1218 سحق جوجي خان وسوبوتاي بقايا المركيت تحت قيادة عائلة زعيمهم السابق توغتا بيكي.